# Offre publique d'achat
Pour les articles homonymes, voir OPA.
Pour un article plus général, voir Offre publique.
En France, une offre publique d'achat (OPA) est une offre publique d'acquisition payable au comptant, à un prix donné, du capital d'une entreprise cible,. Le déclenchement de l'OPA fait commencer une période d'une durée déterminée à l'avance pendant laquelle les actionnaires de l'entreprise cible ont la possibilité d'apporter ou non leurs actions à l'entreprise acheteuse.
Ce procédé d'acquisition d'une entreprise a été mis au point après 1945 par le banquier d'affaires britannique Sigmund Warburg et a contribué à dynamiser l'économie occidentale.
On oppose généralement les OPA amicales ou sollicitées, lorsque les deux parties se sont entendues sur les modalités de l'offre, aux OPA hostiles ou non sollicitées. Une OPA amicale est une OPA qui se réalise en accord avec le conseil d'administration de l'entreprise visée.

## La première OPA
En novembre 1959, le géant américain de l'aluminium Alcoa et le groupe britannique Reynolds s'étaient entendus pour le rachat de British Aluminium au prix de 60 shillings l'action. Reynolds consulta la banque S. G. Warburg (en) qui conseilla une autre stratégie, purement britannique : celle-ci consistait en une alliance entre Reynolds et Tube Investments pour le rachat de British Aluminium à 80 shillings l'action, soit un tiers de plus. Sigmund Warburg passa par-dessus toutes les autorités (conseils d'administration, etc.), bouscula les traditions de la City, mobilisa la presse et écrivit directement aux actionnaires pour leur proposer son alternative, plus intéressante pour eux. À la surprise générale, son point de vue l'emporta. La première OPA était née et son inventeur devint immédiatement un expert reconnu de ce type d'opérations.

## Réglementation des OPA
La réglementation des OPA varie selon les pays, les législations européennes étant encadrées par le Parlement européen, qui a adopté en 2004 une directive européenne sur les OPA de sociétés cotées, exigeant que leurs actionnaires disposent de suffisamment de temps et d'information pour décider de la pertinence d'une OPA lorsqu'elle leur est proposée par un acquéreur et que l'offre, impérativement financée à 100 %, doive obligatoirement être financée avant d'être annoncée.
Le seuil de déclenchement d'une offre publique d'achat obligatoire (en) est en général de 30 % du capital ou des droits de vote dans la plupart des pays de l'UE (Pays-Bas, Italie, Royaume-Uni, France, Allemagne, Belgique, etc.), sous la supervision d'une autorité nationale de contrôle boursier (l'AMF en France, le Takeover Panel au Royaume-Uni, la FSMA en Belgique, etc.).

### En France
Une offre publique d'achat est une procédure encadrée par la loi, qui peut être volontaire ou obligatoire. En France, sur un marché boursier réglementé, une OPA doit être déposée par toute personne, morale ou physique :
- si elle franchit le seuil de détention de 30 % du capital ou des droits de vote. Le seuil déclencheur de l’offre obligatoire est de 50 % du capital ou des droits de vote si l'entreprise est cotée sur Euronext Growth[5] ;
- si elle détient déjà entre 30 % et la moitié du capital, et augmente sa participation de plus de 1 % en moins d’un an[6].

L’initiateur de l'OPA a l'obligation de publier un communiqué et de déposer auprès de l’AMF un projet de note d’information, qui présente aux investisseurs l’ensemble des caractéristiques de l'OPA. L’AMF peut demander des modifications de fond et de forme du document.
L’AMF publie ensuite le calendrier de l'OPA :
- lorsque l’initiateur détient moins de 50 % du capital ou des droits de vote de la société, l'OPA est ouverte pendant 25 jours de bourse ;
- lorsqu'il détient plus de 50 % du capital et des droits de vote de la société, l'OPA est ouverte pendant 10 jours de bourse au minimum (15 jours s’il s’agit d’une offre d’échange : l’acquisition des titres est proposée en échange d’autres titres cotés, émis ou à émettre).

L'entreprise acheteuse informe l'AMF à l'avance du pourcentage souhaité dans un temps imparti. Si à l'issue de ce temps imparti, l'entreprise qui déclenche l'OPA n'a pas réussi à acheter le montant des actions souhaité, cette OPA est automatiquement annulée.

### En Italie
Le seuil de déclenchement d’une OPA, selon la réglementation en vigueur en Italie, est fixé à 30 % du capital de la société visée. La Consob, l’Autorité des marchés en Italie, a le droit d'estimer que ce seuil est atteint par plusieurs actionnaires agissant de concert. Une réglementation italienne sur les OPA est entrée en vigueur le 1er juillet 1998. Elle modifie la loi de 1974 ayant créé la Consob (Commission nationale pour les sociétés et la bourse), les lois de 1991 et 1994 sur les délits d’initiés ainsi que la loi de 1996 convertissant en droit italien la directive européenne sur les services d’investissement (DSI). La loi de 1998 donne une existence juridique à la notion d’OPA préventive : l'actionnaire qui dépasse le seuil de 20 % du capital doit lancer une OPA sur 60 % du capital. Une nouvelle réglementation a ensuite été nécessaire pour transposer la directive européenne de 2004.

## OPA hostiles
Contrairement à une OPA amicale (dite aussi amiable), une OPA hostile se fait sans l'accord de la société ciblée.
Certains raideurs — personnes qui lancent seules une OPA hostile — recherchent parfois ce que l'on appelle un « greenmail », c'est-à-dire que la mise en place d'une défense anti-OPA par la cible implique un appauvrissement tel, que celle-ci finit par avoir intérêt à payer en cash le raideur pour qu'il arrête son attaque. Un raideur célèbre pour ce genre d'opération est le financier Carl Icahn.
La première OPA hostile en France a été menée par le verrier BSN sur Saint-Gobain à la fin des années 1960. Ce fut un échec, notamment du fait des réactions de l’establishment de l'époque. L'histoire économique gardera qu'à la suite de ce rapprochement avorté, BSN quitta peu à peu le verre et le contenant pour le contenu, c'est-à-dire l'agroalimentaire, jusqu'à devenir le groupe Danone.